# 6th 雄叫びアルバム
『6th 雄叫びアルバム』（シックスス おたけびアルバム）は、Berryz工房の6枚目のアルバムである。2010年3月31日に、アップフロントワークス（PICCOLO TOWNレーベル）より発売。

## 概要
初回限定盤と通常盤の2形態での発売。初回限定盤はCD＋DVD、通常盤はCDのみ。初回限定盤には2010年4月18日によみうりランドオープンシアターEASTにて開催のイベント参加券が、通常盤の初回仕様にはフォトカードと同イベント参加券が封入されている。

## 収録曲
全作詞・作曲：つんく
1. 雄叫びボーイ WAO! [3:31]
編曲：オダクラユウ
22ndシングル。
2. ライバル [4:17]
編曲：平田祥一郎
20thシングル
3. 流星ボーイ [3:22]
編曲：ダンス☆マン
21stシングル。
4. 愛には 愛でしょ [4:29]
歌：嗣永桃子・夏焼雅
編曲：平田祥一郎
5. 青春バスガイド [3:24]
編曲：大久保薫
20thシングル。
6. 君の友達 [3:40]
編曲：田中直
7. グランドでも廊下でも目立つ君 [3:39]
歌：須藤茉麻・熊井友理奈
編曲：平田祥一郎
8. 友達は友達なんだ! [3:50]
編曲：オオバコウスケ
22ndシングル。
9. 希望の夜 [5:19]
編曲：湯浅公一
10. 抱きしめて 抱きしめて [3:49]
編曲：江上浩太郎
19thシングル。
11. ヤキモチをください! [4:49]
歌：清水佐紀・徳永千奈美・菅谷梨沙子
編曲：藤澤慶昌
12. 私の未来のだんな様 [3:39]
編曲：平田祥一郎
21stシングル。

### 初回限定盤付属DVD
1. 友達は友達なんだ!
ミュージック・ビデオ。
2. 友達は友達なんだ!（Close-up Ver.）
3. 友達は友達なんだ!（メイキング映像）